# فدراسیون ورزش‌ها و کمیته المپیک هنگ کنگ
فدراسیون ورزش‌ها و کمیته المپیک هنگ کنگ (انگلیسی: Sports Federation and Olympic Committee of Hong Kong, China) یک سازمان ورزشی است که نماینده کشور هنگ کنگ در کمیته بین‌المللی المپیک است.
این سازمان که در سال ۱۹۵۰ تأسیس شده مسئول آماده‌سازی و اعزام ورزشکاران به بازی‌های المپیک، بازی‌های المپیک جوانان و بازی‌های آسیایی است.